# Palača Heidžo
Palača Heidžo (平城宮, Heidžō-kjū) je bila cesarska rezidenca v japonski prestolnici Heidžō-kjō (današnja Nara) v večjem delu obdobja Nara. Palača, ki je služila kot cesarska rezidenca in upravno središče večine obdobja Nara od 710 do 794 našega štetja, je bila locirana na severni osrednji lokaciji mesta v skladu s kitajskimi modeli, uporabljenimi za zasnovo prestolnice.
Palača je bila sestavljena iz daidairija (大内裏, izgovarja se tudi taidairi), velikega pravokotnega ograjenega prostora, ki je vseboval več ceremonialnih in upravnih stavb, vključno z vladnimi ministrstvi. Znotraj tega ograjenega prostora je bil ločeno obzidan stanovanjski kompleks cesarja ali Notranja palača. Poleg cesarjevih bivalnih prostorov je Notranja palača vsebovala rezidence cesarskih soprog ter nekatere uradne in ceremonialne stavbe, ki so bile tesneje povezane z osebo cesarja.
Prvotna vloga palače je bila manifestirati model centralizirane vlade, ki ga je Japonska prevzela od Kitajske v 7. stoletju – Daidžō-kan in njegova podružnica Osem ministrstev. Palača je bila zasnovana tako, da je zagotovila ustrezno okolje za cesarjevo rezidenco, vodenje državnih zadev in s tem povezane ceremonialne funkcije.
Potem ko je bila prestolnica premaknjena v Heian, so bile stavbe palače bodisi premaknjene tja ali pa so utrpele več požarov in drugih nesreč ter izginile. Lokacija je bila spremenjena v kmetijsko uporabo in o njej ni ostalo skoraj nobene sledi, vendar je bila lokacija še vedno znana. Izkopavanja so se začela v 1970-ih in izvedena obsežna rekonstrukcija na podlagi sodobnih literarnih virov in izkopavanj, ki so se začela v 2000-ih.
Izkopani ostanki palače in okolice so bili leta 1998 uvrščeni na Unescov seznam svetovne dediščine skupaj s številnimi drugimi stavbami na tem območju, kot so zgodovinski spomeniki starodavne Nare.

## Zgodovina
Eno leto po nasledstvu cesarice Genmei na krizanteminem prestolu v Keiunu 4 (707 n. št.) je bil izdan reskript, ki je odločal o premiku iz Fudživara-kjo blizu Asuke proti severnemu robu kotline Nara.
 V Vado 3 (710 n. š.) je bila uradno ustanovljena nova prestolnica, vendar je bilo na dokončanje palače treba še počakati. Ime nove prestolnice se je takrat pisalo Heidžō (平城), izgovarjalo pa se je tudi Nara.
Mesto in ozemlje palače sta v veliki meri temeljila na Čanganu (današnji Šjan), glavnem mestu Kitajske med dinastijo Tang, ki je bila sodobna času, ko je bila Nara glavno mesto. Čangan pa je, tako kot mnoga starodavna vzhodnoazijska mesta, temeljil na kompleksnem sistemu verovanj in zakonov geomantije. To je narekovalo mrežni sistem ulic, pa tudi potrebo po tem, da so duhovno zaščitna svetišča ali templji postavljeni na določene kardinalne smeri po mestu. Območje mesta je merilo 6 kilometrovod vzhoda proti zahodu in 5 kilometrov od severa proti jugu.
V skladu s tem sistemom je bila palača postavljena na severnem koncu, na podaljšani liniji od ulice Suzaku, glavne prometnice, ki poteka v smeri sever-jug naravnost skozi središče mesta. Ulica se je končala pri vratih Suzaku, preostale stavbe palače pa so bile nato postavljene severno od teh vrat. Glavne stavbe kompleksa so bile Daigoku-den, kjer so se izvajale vladne zadeve, Čōdō-in, kjer so potekale uradne slovesnosti, Dairi, cesarjeva rezidenca in pisarne za različne upravne agencije.
Obdobje Nara zajema 75 let od 710-784 n. št.. Cesar Šomu je v obdobju med 740-745 n. št. preselil prestolnico v druge kraje, kot sta Kuni-kjo in Šigaraki-kjo. Cesarske stavbe in vladni uradi so se v tem obdobju drastično spremenili. V poznejšem obdobju Nare so dvorano za sprejeme postavili v vzhodnem delu, na južni strani cesarskega domicila. Ta se imenuje poznejša dvorana za sprejeme. Številne stavbe v cesarskem domicilu in vladnih uradih so bile večkrat zamenjane in prenovljene. Verjetno to ni bilo zaradi popravila starih stavb, ampak zaradi drugega razloga.
Ko je bila prestolnica prestavljena v Hedžan-kjo (danes imenovan Kjoto), je bila cesarska palača Nara preprosto zapuščena. V naslednjih stoletjih so zob časa in vremenske razmere počasi uničevali stavbe, dokler do začetka obdobja Kamakura v poznem 12. stoletju nad zemlji ni ostalo praktično ničesar. So pa bili tisti deli, ki so ležali pod zemljo, ohranjeni in so jih sodobni arheologi ponovno odkrili.
Medtem ko je Agencija za kulturne zadeve leta 1952 območje označila za posebno zgodovinsko območje, se arheološka prizadevanja, ki jih vodi Nacionalni raziskovalni inštitut za kulturne dobrine, kot so izkopavanja, nadaljujejo od leta 1959. Vrata Suzaku in vrt vzhodne palače so obnovili in odprli javnosti leta 1998. Za rekonstrukcijo je bila v glavnem odgovorna korporacija Takenaka.
Palača Heidžō je bila glavno prizorišče 1300-letnega festivala Heidžo Relocation (平城遷都1300年祭, Narasento 1300-nen-sai) leta 2010 in Prva velika dvorana (第一次大極殿, prva Daigokuden) je bila za to priložnost obnovljena.
V spominskih dogodkih ob 1300. obletnici so po vsej prefekturi Nara potekali različni sezonski dogodki.

## Stavbe

### Vrata Suzaku
Glavni vhod v prestolnico skozi avenijo Suzaku so bila vrata Radžō (羅城門, Radžōmon). Glavna avenija je bila široka približno 75 metrov in je segala proti severu 3,7 kilometra do vrat Suzaku (朱雀門, Suzakumon). Ime Suzaku izhaja iz kitajskega imena za legendarno ptico, ki je delovala kot južna varuhinja. Palača je bila obdana z velikim zemeljskim obzidjem in je imela dvanajst vrat, z vrati Suzaku kot največjimi vrati in glavnim vhodom. Južni odprti prostori so bili del glavne avenije in Nidžo Odži (二条大路, Nidžō-Ōdži), druga velika ulica, široka približno 37 metrov, se je raztezala v smeri vzhod-zahod pred vrati.
Vrata so merila 10 x 25 x 22 metrov. Vrata, zgrajena na ploščadi, so bila verjetno dvonadstropna zgradba, vidno večja od drugih vrat palače. Odprti prostor spredaj je bil uporabljen za obrede, kot je praznovanje novega leta. Leta 1998 je bila rekonstruirana.

### Druga ulica in vrata Mibu
Druga ulica je bila glavna prometnica, ki je potekala vzhod-zahod vzdolž južne strani predela palače. S približno 35 metri širine je bil po velikosti drugi le za avenijo Suzaku. Vrata Suzaku, ki so bila glavna vrata, skupaj z vrati Mibu na vzhodu in vrati Vakainukai na zahodu, so se odpirala na to avenijo.
V drugi polovici obdobja Nara sta se Velika državna dvorana in Državne dvorane, ki so predstavljale središče politike, preselili v vzhodni del okrožja. Vrata Mibu so dejansko služila kot glavna vrata v palačo.
Znano je, da so območje neposredno južno od Druge ulice uporabljali za državne urade in samostojne rezidence, ki so bile zunaj ozemlja palače, in je bilo tako okrožje, ki se je po pomembnosti kosalo s samo palačo.

### Velika palača
Daidairi je bilo obzidano pravokotno območje, ki se je raztezalo od severa proti jugu med prvo in drugo glavno avenijo vzhod-zahod ter od zahoda proti vzhodu med avenijo sever-jug.
Tri glavne stavbe znotraj Velike palače so bile uradni kompleks (朝堂院, Čōdō-in) in notranja palača (内裏, Dairi).

### Čōdō-in
Čōdō-in je bil pravokoten ograjen prosto neposredno severno od vrat Suzaku v središču južnega obzidja Velike palače. Temeljil je na kitajskih vzorih in je sledil kitajskim arhitekturnim slogom, arheološki dokazi iz prejšnjih prestolnic pa kažejo, da je bil ta stavbni kompleks prisoten v zgodnejših palačah in je imel izjemno stabilno zasnovo od 7. stoletja naprej.

### Nekdanja sprejemna dvorana
Velika državna dvorana (大極殿, Daigokuden) je bila najpomembnejša državna stavba v palači. Na severnem koncu kompleksa je bila obrnjena proti jugu. Bila je največja stavba, ki je merila 44 metrov v širino in 20 metrov v globino, z višino 27 metrov. Dvorana naj bi bila dvonadstropna v kitajskem slogu s štirikapno in dvokapno streho ter odprto sprednjo fasado brez vrat.
Podatkov, ki bi neposredno kazali na pravi videz sprejemne dvorane, ni ohranjenih. Za rekonstrukcijo so bile lokacije stebrov ugotovljene s sklicevanjem na ostanke stavbe v Kuni-kjō, kamor je bila prestavljena. Za zgornji del stavbe so bile raziskave izvedene na glavni dvorani Hōrjū-dži, vzhodni pagodi Jakuši-dži in drugih stavbah, ki so preživele iz obdobja Nara. Upodobitev dvorane za občinstvo v palači Heian, upodobljena v Nenču gjoji emaki (Ilustriran zvitek letnih dogodkov in slovesnosti), je bil prav tako pregledan.
Obnova se je začela leta 2001 in končala leta 2010. Za obnovo je bil uporabljen les japonske paciprese. Stebri in tramovi stavbe so bili pobarvani v cinober, stene v belo, streha s keramičnimi ploščicami. Zgornji del notranjosti dvorane je bil poslikan s simboli kitajskega zodiaka, kot so tiger, konj in vol ob stenah ter cvetlični vzorec na stropu. Slike je izdelal priznani slikar Acuši Uemura na podlagi načrtov iz obdobja Nara.

#### Takamikura
Sredi dvorane za sprejeme je bil cesarjev prestol, imenovan Takamikura (高御座). To je bil pomemben predmet, ki je simboliziral cesarsko pisarno in na državnih dogodkih, kot sta ustoličenje in novoletne slovesnosti, je cesar nadaljeval do dvorane za sprejeme in sedel na prestol. Plemiči so se postavili v vrsto na notranjem dvorišču južno od dvorane in se poklonili.
Ker ni zapisov o konstrukciji ali oblikovanju Takamikura iz obdobja Nara, podrobnosti niso znane. Rekonstruirani model je bil narejen po posvetovanju strokovnjakov z različno literaturo in zgodovinskim gradivom ter temelji na prestolu v kjotski cesarski palači, ki je iz obdobja Taišo. Podrobnosti o dizajnu in vzorci so bili ustvarjeni s sklicevanjem na materiale, kot je zaklad skladišča Šoso-in.

### Urad za živila
To območje, ki se razteza proti severu od osrednje locirane Velike državne dvorane, naj bi bilo mesto Urada za živila. Ta urad je hranil hrano, razen riža, ki je bil plačan kot davek in je bil zadolžen za zagotavljanje obrokov za državne bankete in obrede v palači.
Okoli velikega vodnjaka, ki je imel streho in iz katerega so izkopali številne jedilne pripomočke, je stala skupina stavb, ki so se uporabljale kot pisarne in skladišča. Prvo popisano leseno ploščo, najdeno na mestu palače, so našli leta 1961 v jami za smeti, ki je pripadala temu uradu.

### Poznejša sprejemna dvorana
Poznejša sprejemna dvorana izvira iz časa po ponovni ustanovitvi prestolnice po preselitvi iz Šigarakija.
Sledi ploščadi poznejše sprejemne dvorane in vzhodnih državnih dvoran so ostale do obdobja Meidži, kar je vodilo k odkritju najdišča s strani Sekina Tadašija, raziskovalca zgodovine arhitekture. Tanada Kadžuro, lokalni vrtnar, je sodeloval pri javnem gibanju za zaščito mesta.
Območje na severni strani poznejše sprejemne dvorane je kraj cesarskega domicila.

### Cesarsko domovanje
Cesar in cesarica sta živela, delala in sprejemala obiskovalce v cesarskem domovanju. Obdano je bilo s pokritim hodnikom, po dolžini razdeljenim z zemeljskim zidom. Tu je bil tudi urad dvornih dam.
Znotraj cesarskega domovanja je bilo s kamnom tlakovano območje, ki je vsebovalo velik vodnjak, katerega ostanke so našli leta 1973. Vodnjak je bil obložen s trdno cedrovo cevjo, izklesano iz hloda s premerom 1,7 metra. Voda iz tega vodnjaka je bila verjetno izključno za uporabo cesarja in cesarice. Mesto je bilo ponovno zakopano in stena je bila rekonstruirana z novimi materiali kot eksponat na prostem.

### Urad cesarskega gospodinjstva
V tem delu vzhodno od cesarskega domovanja se domneva, da je bil urad cesarskega gospodinjstva (宮内省, Kunai-šō). Obdajalo ga je zemeljsko obzidje, dolgo 90 metrov na severu in jugu in 50 metrov široko od vzhoda proti zahodu. V tem kompleksu je stalo šest stavb. Glavna je bila pokrita s strešniki, ostale pa s cipresovim lubjem.
Stavba je bila rekonstruirana v skladu z ugotovitvami arheoloških izkopavanj, po gradbenih tehnikah obdobja Nara.

### Vzhodni vrt palače
Arheološka izkopavanja so leta 1967 odkrila ostanke velikega vrta v jugovzhodnem vogalu palače. To so poimenovali »Vrt vzhodne palače« (Tōin Teien), ker sosednje območje velja za mesto vzhodne palače.
Znotraj območje meri 100 x 80 metrov. Več stavb je bilo postavljenih okoli krivuljastega ribnika. V bližini mesta je dala cesarica Šōtoku zgraditi »z dragulji okrašeno dvorano vzhodne palače«, v kateri so prirejali bankete.
Izkopavanja so pokazala, da je bil vrt prvotno zgrajen v kitajskem slogu zgodnjega obdobja Nara in spremenjen v japonskem slogu poznega obdobja Nara. Vrt je bil leta 1998 obnovljen.

## Muzej
Nacionalni raziskovalni inštitut za kulturne dobrine Nara izvaja raziskave in preiskave najdišča nenehno od leta 1959. V muzeju palače Nara so razstavljeni rezultati izkopavanj. Sestavljajo ga galerije za palačo in njene upravne pisarne, artefakti, arheološka znanost in posebne razstave.